# Lamone
Lamone es una comuna suiza del cantón del Tesino, situada en el distrito de Lugano, círculo de Vezia. Limita al norte con la comuna de Torricella-Taverne, al este con Origlio, al sureste con Cureglia, al sur con Cadempino, al suroeste con Manno, y al oeste con Gravesano y Bedano.

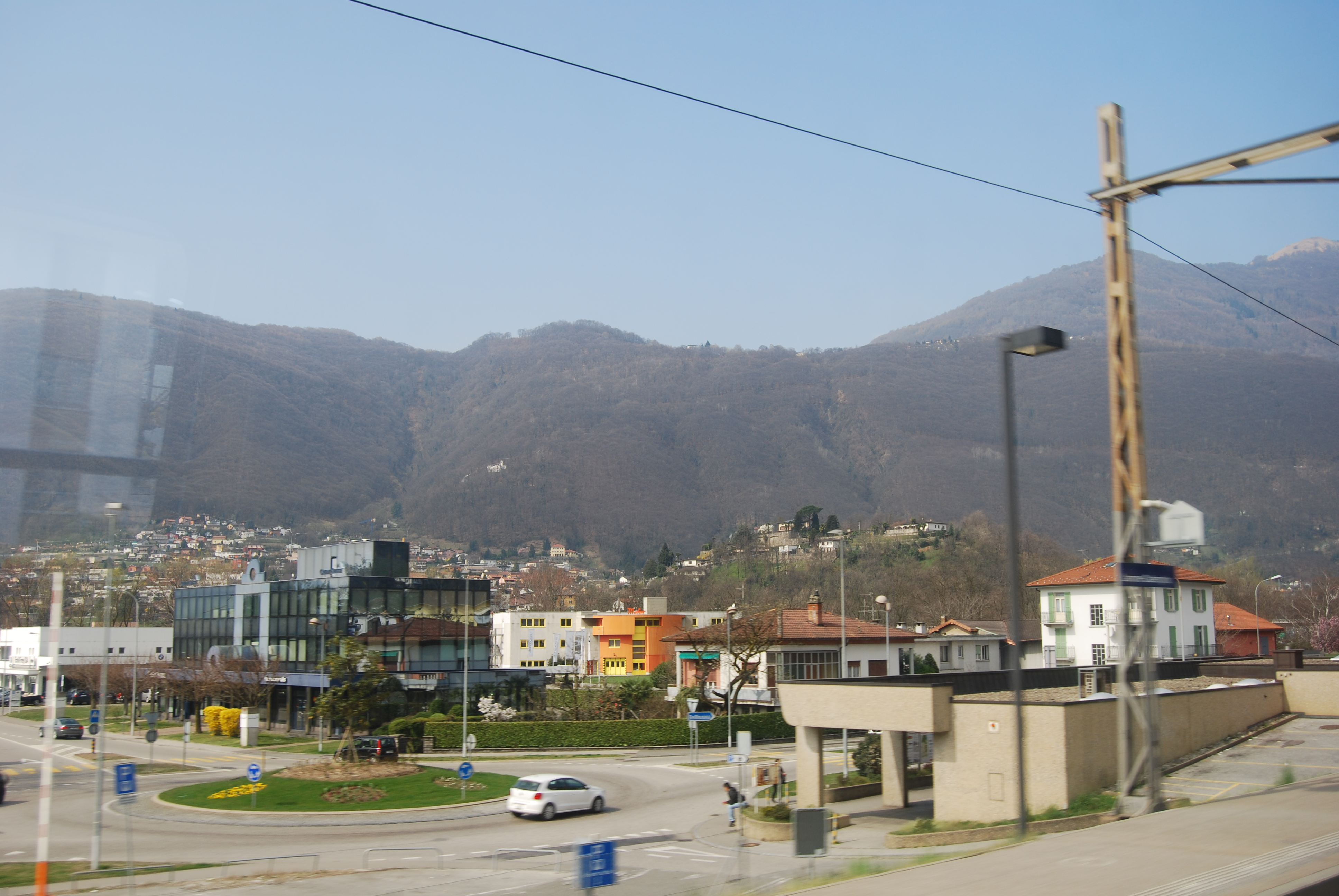
Lamone